# Afrosiyob
Afrosiyób — фірмовий високошвидкісний електропоїзд змінного струму, модифікація Talgo 250, розроблений і створений іспанською компанією «Patentes Talgo S.L.», придбаний компанією ГАЖК «Ўзбекистон темир йўллари», експлуатується на лінії Ташкент — Самарканд, названий на честь царя стародавнього городища Афросіаб, розташованого на північній околиці сучасного Самарканду.

## Історія
В ході візиту узбецького президента Іслама Карімова в Іспанію в травні 2009 року була досягнута домовленість про реалізацію проекту з організації руху високошвидкісних електропоїздів в Узбекистані. В листопаді 2009 року між компаніями ГАЖК «Ўзбекістон темир йўлларі» і «Patentes Talgo SL» було підписано контракт на придбання двох високошвидкісних електропоїздів Talgo 250 загальною вартістю 38 мільйонів євро. 5 січня 2010 року Президент Республіки Узбекистан підписав Постанову «О мерах по реализации проекта приобретения двух высокоскоростных пассажирских электропоездов Talgo 250». Фінансування даного проекту здійснювалося за рахунок коштів ГАЖК «Ўзбекістон темир йўлларі», а також кредиту Фонду реконструкції та розвитку Республіки Узбекистан.
22 липня 2011 до Ташкента прибув перший високошвидкісний електропоїзд «Afrosiyob». Він мав дев'ять вагонів і два локомотиви. Транспортували поїзд по залізниці з Санкт-Петербургу за допомогою тепловоза ТЕП70БС «Російських залізниць». На початку серпня було проведено тестові випробування, в яких «Afrosiyob» показав відмінні результати і 26 серпня він здійснив свою першу поїздку, під час якої, була досягнута швидкість 253 км/год, подолавши відстань від Ташкента до Самарканду, 344 кілометра за 90 хвилин.
У Ташкенті 30 серпня 2011 відбулася презентація, присвячена пуску першого високошвидкісного електропоїзда «Afrosiyob» за маршрутом Ташкент — Самарканд. У заході взяли участь представники відповідних міністерств, відомств і організацій Узбекистану, компанії «Patentes Talgo», залізничних компаній ряду зарубіжних країн, дипломатичного корпусу, а також співробітники засобів масової інформації.
З 8 жовтня 2011 «Афросіаб» почав виконувати комерційні рейси. 9 грудня того ж року, прибув другий «Афросіаб», але почав курсувати тільки в травні 2012.

## Обмеження за швидкістю
Фактори, що впливають на швидкість:
- Лінія розташована не по прямій лінії і проходить по різним висотним рівням з неоднорідним рельєфом (так, в Джиззакській області найвища точка залізниці складає 699 метрів, а в Сирдар'їнській всього 155 метра);
- Лінія має ділянки залізничної колії та контактної мережі з обмеженнями по швидкостям;
- Велика кількість кривих.

обмеження:
- В Ташкенті до 170 км/год, в передмісті та Ташкентській області до 190 км/год.
- В Сирдар'їнській області до 180 км/год.
- На ділянці між станціями Янгієр і Джиззак до 225 км/год.
- На ділянці між станціями Джиззак і Галляарал від 120 до 140 км/год.
- На ділянці між станціями Галляарал і Булунгур до 190 км/год.
- На ділянці між станціями Булунгур і Самарканд до 160 км/год.